# Typhlops epactius
Espèce
Synonymes
- Typhlops biminiensis epactia Thomas, 1968
- Cubatyphlops epactius (Thomas, 1968)

Typhlops epactius est une espèce de serpents de la famille des Typhlopidae. 

## Répartition
Cette espèce est endémique des îles Caïmans.

## Publication originale
- Thomas, 1968 : The Typhlops biminiensis Group of Antillean Blind Snakes. Copeia, vol. 1968, no 4, p. 713-722.